# جام کنفدراسیون‌ها ۲۰۰۹
جام کنفدراسیون‌ها ۲۰۰۹ هشتمین دورهٔ جام کنفدراسیون‌ها بود که در ژوئن ۲۰۰۹ در کشور آفریقای جنوبی برگزار شد و برزیل در دیدار نهایی جام توانست با نتیجهٔ ۳ بر ۲ مقابل ایالات متحده آمریکا به برتری دست یابد و از عنوان قهرمانی سال ۲۰۰۵ خود دفاع کند.

## تیم‌های شرکت‌کننده

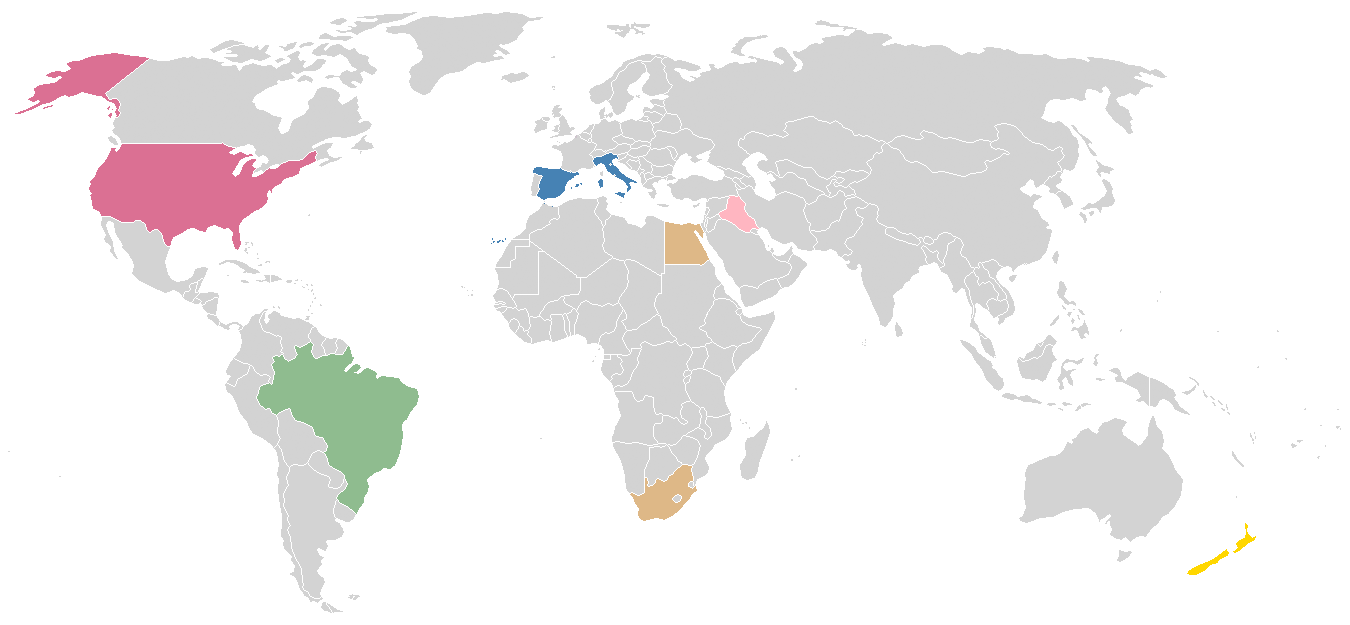
تیم‌های شرکت‌کننده در جام کنفدراسیون‌ها ۲۰۰۹

| تیم                 | کنفدراسیون | عنوان                            | تاریخ کسب مجوز | تعداد حضور |
| ------------------- | ---------- | -------------------------------- | -------------- | ---------- |
| آفریقای جنوبی       | کاف        | میزبان جام جهانی ۲۰۱۰            | ۱۵ مه ۲۰۰۴     | ۲          |
| ایتالیا             | یوفا       | قهرمان جام جهانی ۲۰۰۶            | ۹ ژوئیه ۲۰۰۶   | ۱          |
| ایالات متحده آمریکا | کونکاکاف   | قهرمان جام طلایی کونکاکاف ۲۰۰۷   | ۲۴ ژوئن ۲۰۰۷   | ۴          |
| برزیل               | کونمبول    | قهرمان کوپا آمریکا ۲۰۰۷          | ۱۵ ژوئیه ۲۰۰۷  | ۶          |
| عراق                | اِی اِف سی   | قهرمان جام ملت‌های آسیا ۲۰۰۷      | ۲۹ ژوئیه ۲۰۰۷  | ۱          |
| مصر                 | کاف        | قهرمان جام ملت‌های آفریقا ۲۰۰۸    | ۱۰ فوریه ۲۰۰۸  | ۲          |
| اسپانیا             | یوفا       | قهرمان یورو ۲۰۰۸                 | ۲۹ ژوئن ۲۰۰۸   | ۱          |
| نیوزیلند            | اُ اِف سی    | قهرمان جام ملت‌های اقیانوسیه ۲۰۰۸ | ۱۹ نوامبر ۲۰۰۸ | ۳          |

## ورزشگاه‌ها
| ژوهانسبورگ         | پرتوریا               | ژوهانسبورگپرتوریابلومفونتنراستنبرگجام کنفدراسیون‌ها ۲۰۰۹ (آفریقای جنوبی) · |
| ورزشگاه الیس پارک  | ورزشگاه لوفتوس ورسفلد | ژوهانسبورگپرتوریابلومفونتنراستنبرگجام کنفدراسیون‌ها ۲۰۰۹ (آفریقای جنوبی) · |
| گنجایش: ۶۲٬۵۶۷ نفر | گنجایش: ۵۰٬۰۰۰ نفر    | ژوهانسبورگپرتوریابلومفونتنراستنبرگجام کنفدراسیون‌ها ۲۰۰۹ (آفریقای جنوبی) · |
|                    |                       | ژوهانسبورگپرتوریابلومفونتنراستنبرگجام کنفدراسیون‌ها ۲۰۰۹ (آفریقای جنوبی) · |
| بلومفونتن          | راستنبرگ              | ژوهانسبورگپرتوریابلومفونتنراستنبرگجام کنفدراسیون‌ها ۲۰۰۹ (آفریقای جنوبی) · |
| ورزشگاه فری استیت  | ورزشگاه رویال بافوکنگ | ژوهانسبورگپرتوریابلومفونتنراستنبرگجام کنفدراسیون‌ها ۲۰۰۹ (آفریقای جنوبی) · |
| گنجایش: ۴۸٬۰۰۰ نفر | گنجایش: ۴۲٬۰۰۰ نفر    | ژوهانسبورگپرتوریابلومفونتنراستنبرگجام کنفدراسیون‌ها ۲۰۰۹ (آفریقای جنوبی) · |
|                    |                       | ژوهانسبورگپرتوریابلومفونتنراستنبرگجام کنفدراسیون‌ها ۲۰۰۹ (آفریقای جنوبی) · |

## داوران
| آفریقا - کوفی کوجیا آسیا - متیو بریز اروپا - هاوارد وب - مارتین هانسون - ماسیمو باساکا | آمریکای شمالی، مرکزی و کارائیب - بنیتو آرچندیا اقیانوسیه - مایکل هستر آمریکای جنوبی - پابلو پوزو - جرج لاریوندا |

## مرحلهٔ گروهی[۲]

### گروه ۱
| رتبه | تیم           | بازی | برد | مساوی | باخت | زده | خورده | تفاضل | امتیاز | توضیحات            |
| ---- | ------------- | ---- | --- | ----- | ---- | --- | ----- | ----- | ------ | ------------------ |
| ۱    | اسپانیا       | ۳    | ۳   | ۰     | ۰    | ۸   | ۰     | ۸+    | ۹      | صعود به نیمه‌نهایی  |
| ۲    | آفریقای جنوبی | ۳    | ۱   | ۱     | ۱    | ۲   | ۲     | ۰     | ۴      | صعود به نیمه‌نهایی  |
| ۳    | عراق          | ۳    | ۰   | ۲     | ۱    | ۰   | ۱     | ۱−    | ۲      | حذف از مرحلهٔ گروهی |
| ۴    | نیوزیلند      | ۳    | ۰   | ۱     | ۲    | ۰   | ۷     | ۷−    | ۱      | حذف از مرحلهٔ گروهی |

نحوهٔ قرار گرفتن در جدول:
1st امتیاز،
2nd تفاضل،
3rd گل زده

رتبه = رتبه در جدول، بازی = تعداد بازی، برد = بازی‌های برده، مساوی = بازی‌های مساوی، باخت = بازی‌های باخته، زده = گل زده، خورده = گل خورده، تفاضل = تفاضل گل، امتیاز = امتیاز گرفته 
| آفریقای جنوبی | ۰–۰   | عراق |
| ------------- | ----- | ---- |
|               | گزارش |      |

| نیوزیلند | ۰–۵   | اسپانیا                                   |
| -------- | ----- | ----------------------------------------- |
|          | گزارش | تورس ۶'، ۱۴'، ۱۷' · فابرگاس ۲۴' · ویا ۴۸' |

| اسپانیا | ۱–۰   | عراق |
| ------- | ----- | ---- |
| ویا ۵۵' | گزارش |      |

| آفریقای جنوبی  | ۲–۰   | نیوزیلند |
| -------------- | ----- | -------- |
| پارکر ۲۱'، ۵۲' | گزارش |          |

| عراق | ۰–۰   | نیوزیلند |
| ---- | ----- | -------- |
|      | گزارش |          |

| اسپانیا              | ۲–۰   | آفریقای جنوبی |
| -------------------- | ----- | ------------- |
| ویا ۵۲' · یورنته ۷۲' | گزارش |               |

### گروه ۲
| رتبه | تیم                 | بازی | برد | مساوی | باخت | زده | خورده | تفاضل | امتیاز | توضیحات            |
| ---- | ------------------- | ---- | --- | ----- | ---- | --- | ----- | ----- | ------ | ------------------ |
| ۱    | برزیل               | ۳    | ۳   | ۰     | ۰    | ۱۰  | ۳     | ۷+    | ۹      | صعود به نیمه‌نهایی  |
| ۲    | ایالات متحده آمریکا | ۳    | ۱   | ۰     | ۲    | ۴   | ۶     | ۲−    | ۳      | صعود به نیمه‌نهایی  |
| ۳    | ایتالیا             | ۳    | ۱   | ۰     | ۲    | ۳   | ۵     | ۲−    | ۳      | حذف از مرحلهٔ گروهی |
| ۴    | مصر                 | ۳    | ۱   | ۰     | ۲    | ۴   | ۷     | ۳−    | ۳      | حذف از مرحلهٔ گروهی |

نحوهٔ قرار گرفتن در جدول:
1st امتیاز،
2nd تفاضل،
3rd گل زده

رتبه = رتبه در جدول، بازی = تعداد بازی، برد = بازی‌های برده، مساوی = بازی‌های مساوی، باخت = بازی‌های باخته، زده = گل زده، خورده = گل خورده، تفاضل = تفاضل گل، امتیاز = امتیاز گرفته 
| برزیل                                                | ۴–۳   | مصر                      |
| ---------------------------------------------------- | ----- | ------------------------ |
| کاکا ۵'، ۹۰' (پنالتی) · لوئیس فابیانو ۱۲' · خوان ۳۷' | گزارش | زیدان ۹'، ۵۵' · شوقی ۵۴' |

| ایالات متحده آمریکا | ۱–۳   | ایتالیا                 |
| ------------------- | ----- | ----------------------- |
| داناون ۴۱' (پنالتی) | گزارش | ده روسی ۵۸' (۷۲)، ۴+۹۰' |

| ایالات متحده آمریکا | ۰–۳   | برزیل                                    |
| ------------------- | ----- | ---------------------------------------- |
|                     | گزارش | فیلیپه ملو ۷' · روبینیو ۲۰' · مایکون ۶۲' |

| مصر     | ۱–۰   | ایتالیا |
| ------- | ----- | ------- |
| حمص ۴۰' | گزارش |         |

| ایتالیا | ۰–۳   | برزیل                                         |
| ------- | ----- | --------------------------------------------- |
|         | گزارش | لوئیس فابیانو ۳۷'، ۴۳' · دوسنا ۴۵' (گل‌به‌خودی) |

| مصر | ۰–۳   | ایالات متحده آمریکا               |
| --- | ----- | --------------------------------- |
|     | گزارش | دیویس ۲۱' · بردلی ۶۳' · دمپسی ۷۱' |

## مرحلهٔ حذفی[۲]
|  | نیمه‌نهایی‌            | نیمه‌نهایی‌            |   |                     | نهایی                | نهایی |  |
|  |                      |                      |   |                     |                      |       |  |
|  | ۲۴ ژوئن – بلومفونتن  |                      |   |                     |                      |       |  |
|  | اسپانیا              | ۰                    |   |                     |                      |       |  |
|  | ایالات متحده آمریکا  | ۲                    |   |                     |                      |       |  |
|  |                      |                      |   |                     |                      |       |  |
|  |                      |                      |   |                     | ۲۸ ژوئن – ژوهانسبورگ |       |  |
|  |                      |                      |   |                     | ایالات متحده آمریکا  | ۲     |  |
|  |                      | برزیل                | ۳ |                     |                      |       |  |
|  |                      |                      |   |                     |                      |       |  |
|  |                      |                      |   |                     |                      |       |  |
|  |                      |                      |   |                     | مقام سومی            |       |  |
|  | ۲۵ ژوئن – ژوهانسبورگ | ۲۵ ژوئن – ژوهانسبورگ |   | ۲۸ ژوئن – راستنبرگ  | ۲۸ ژوئن – راستنبرگ   |       |  |
|  | برزیل                | ۱                    |   | اسپانیا (وقت اضافه) | ۳                    |       |  |
|  | آفریقای جنوبی        | ۰                    |   |                     | آفریقای جنوبی        | ۲     |  |

### نیمه‌نهایی
| اسپانیا | ۰–۲   | ایالات متحده آمریکا    |
| ------- | ----- | ---------------------- |
|         | گزارش | التدور ۲۷' · دمپسی ۷۴' |

| برزیل        | ۱–۰   | آفریقای جنوبی |
| ------------ | ----- | ------------- |
| دنی آلوز ۸۸' | گزارش |               |

### رده‌بندی
| اسپانیا                     | ۳–۲ (و.ا.) | آفریقای جنوبی    |
| --------------------------- | ---------- | ---------------- |
| گیزا ۸۸'، ۸۹' · آلونسو ۱۰۷' | گزارش      | ام‌فلا ۷۳'، ۳+۹۰' |

### فینال
| ایالات متحده آمریکا    | ۲–۳   | برزیل                              |
| ---------------------- | ----- | ---------------------------------- |
| دمپسی ۱۰' · داناون ۲۷' | گزارش | لوئیس فابیانو ۴۶'، ۷۴' · لوسیو ۸۴' |

## قهرمان
| قهرمان جام کنفدراسیون‌ها ۲۰۰۹ |
| ---------------------------- |
| · برزیل · سومین عنوان        |

## جوایز
| جایزهٔ بازی جوانمردانه | برندهٔ توپ طلایی | برندهٔ کفش طلایی | برندهٔ دستکش طلایی |
| --------------------- | --------------- | --------------- | ----------------- |
| برزیل                 | کاکا            | لوئیس فابیانو   | تیم هاورد         |

| برندهٔ توپ نقره‌ای | برندهٔ کفش نقره‌ای |
| ---------------- | ---------------- |
| لوئیس فابیانو    | فرناندو تورس     |
| برندهٔ توپ برنزی  | برندهٔ کفش برنزی  |
| کلینت دمپسی      | داوید ویا        |

| دروازه‌بان | مدافعان                                | هافبک‌ها                         | مهاجمان                              |
| --------- | -------------------------------------- | ------------------------------- | ------------------------------------ |
| تیم هاورد | خوان کاپدویلا کارلس پویول لوسیو مایکون | کاکا محمد ابو تریکه کلینت دمپسی | داوید ویا فرناندو تورس لوئیس فابیانو |

## گلزنان برتر
۵ گل
- لوئیس فابیانو

۳ گل
- فرناندو تورس
- داوید ویا
- کلینت دمپسی
- دنیله ده روسی